# Teobaldo III de Champanhe
Teobaldo III (13 de maio de 1179 - 24 de maio de 1201) foi conde de Champanhe e de Brie.

## Biografia
Era o filho mais novo do conde Henrique I de Champanhe e de Maria Capeto, filha do rei Luís VII da França e de Leonor, duquesa da Aquitânia. Sucedeu como conde de Champanha e de Brie, em 1197, ao morrer seu irmão mais velho, Henrique II de Jerusalém (29 de julho de 1166 - 10 de setembro de 1197). Durante seu governo, Champanhe tornou-se um centro comercial.
Em setembro de 1198, criou leis com o rei Filipe II, meio-irmão de sua mãe, para regerem os direitos dos judeus nas terras de um em relação ao outro e restituir os débitos do rei da França para com o conde de Champanhe pelo trabalho de seus judeus. Essas leis foram reforçadas subsequentemente nos decretos que eles assinaram entre 1198 e 1231.
O papa Inocêncio III tinha convocado a Quarta Cruzada. No início, havia pouco entusiasmo, mas, em novembro de 1199, vários nobres franceses se reuniram na corte de Teobaldo, em seu castelo em Ecry-sur-Aisne, para um torneio, inclusive o sacerdote Fulco de Neuilly, um advogado apaixonado da cruzada. Ali eles "tomaram a cruz" e elegeram Teobaldo seu líder. Todavia, ele morreu antes que os preparativos para a partida fossem completados, aos 22 anos, sendo substituído por Bonifácio de Montferrat.

## Relações familiares
Foi filho de Henrique I de Champanhe e de Maria da França, filha do rei Luís VII da França e de Leonor, Duquesa da Aquitânia, duquesa da Aquitânia.
Em 1 de julho de 1199, Teobaldo casa com a infanta Branca de Navarra, filha do rei Sancho VI de Navarra e de Sancha de Castela. Esta já tinha lhe dado uma filha, que faleceu ainda pequena, e, havia poucos dias, tinha dado a luz a um menino, ao qual também chamou de Teobaldo. Branca atuou como regente por seu filho pequeno por vinte anos.
Assim, Teobaldo III foi pai de: 
1. Maria de Champanhe (1200 -?)
2. Teobaldo I de Navarra ou também Teobaldo IV de Champanhe (30 de maio de 1201 - 8 de julho de 1253), conde de Champanhe entre 1201 e 1253 e rei de Navarra entre 1234 e 1253.